# Monde futur

Monde futur est une anthologie de bandes dessinées de science-fiction, publiée par les éditions Artima.

## Historique

### L'époque espagnole
Le premier numéro a été lancé en février 1959. Le titre est principalement une transposition française de la revue espagnole El Mundo Futuro. La série initiale compte 20 numéros et s'est arrêtée en septembre 1960.
La plupart des couvertures étaient l'œuvre de l'illustrateur espagnol Boixcar.

### La période des comics
Un deuxième volume a été publié chez le même éditeur entre 1971 et 1977, totalisant cette fois 34 numéros. Cette deuxième version n'était plus liée à El Mundo Futuro. Elle contenait au contraire des traductions de bandes dessinées américaines (créées à la base par DC Comics). On y trouve en particulier les exploits d'Adam Strange.

### Ouvrages généraux
- Dominik Vallet, "BD de kiosque & Science-Fiction", Temps Impossibles.